# يان باركلي
يان باركلي (بالإنجليزية: Ian Barclay)‏ هو لاعب كرة مضرب أسترالي، ولد في 2 ديسمبر 1938.